# Derek Mills
Derek Mills, född den 9 juli 1972 i Washington D.C, är en amerikansk före detta friidrottare som tävlade i kortdistanslöpning.
Mills främsta merit kom som en del av amerikanska stafettlag på 4 x 400 meter. Vid VM 1995 i Göteborg blev han tillsammans med Marlon Ramsey, Harry Reynolds och Michael Johnson världsmästare.
Året senare blev han olympisk mästare då tillsammans med LaMont Smith, Alvin Harrison, Anthuan Maybank och Jason Rouser på samma distans.
Individuellt är hans bästa resultat en femte plats på 400 meter vid inomhus-VM 1997.

## Personliga rekord
- 400 meter - 44,13